# Мунтян, Михаил Алексеевич
Михаи́л Алексе́евич Мунтя́н (30 июля 1938 — 10 марта 2021) — почётный работник высшего профессионального образования Российской Федерации, профессор, доктор исторических наук. Действительный член Международной академии информатизации. 
С 1 февраля 2010 — шеф-редактор журнала «Вестник МГИМО-Университета» (гл.ред. — Торкунов А. В.)
Михаил Мунтян родился в бессарабском местечке Липканы (ныне Молдавия). Окончил исторический факультет Черновицкого университета. В 1963 году поступил в аспирантуру Института истории АН СССР. Кандидатскую диссертацию защитил в 1966 г., докторскую — в 1980 г. C 1966 по 1974 год работал на научных должностях в этом институте, затем, до 1975 г. — старшим научным сотрудником Института экономики мировой социалистической системы (ИЭМСС) АН СССР (сейчас институт входит в структуру Института экономики РАН). C 1975 по 1981 г. работал в посольстве СССР в Румынии первым секретарём. С 1981 г. — на должностях заведующего сектором, отделом, заместителя директора, профессора, заместителя заведующего кафедрой ряда научно-исследовательских и учебных заведений. Автор свыше 300 опубликованных работ, из которых свыше 30 — монографии, учебники и учебные пособия.